# فيليرا (بافيا)
فيليرا (بالإيطالية: Filighera)‏ هي بلدة تقع في مقاطعة بافيا بإقليم لومبارديا في شمال إيطاليا. تبلغ مساحة هذه المدينة 8.2 (كم²)، وترتفع عن سطح البحر م، بلغ عدد سكانها 863 نسمة في عام 2004 حسب إحصاء المعهد الوطني للإحصاء.

## السكان
في سنة 1861 بلغ عدد السكان 1٬190 نسمة، وتطور العدد ليصل في سنة 2011 لـ 849 نسمة.
يظهر هذا المخطط البياني تطور النمو السكاني لـ فيليرا (بافيا)